# Хитрово, Александр Николаевич
Алекса́ндр Никола́евич Хитрово́ (13 [25] мая 1805 — 14 [26] декабря 1872) — калужский (1839—1846) и смоленский (1846—1849) вице-губернатор. Действительный статский советник.

## Биография
Сын генерал-майора Николай Захарович Хитрово (1779—1826) от брака его с Анной Михайловна Голенищевой-Кутузовой (1782—1846), дочерью полководца М. И. Кутузова.
С 1818 года юнкер 4-го карабинерного полка, с 1821 года — корнет. Вышел в отставку в 1823 году, служил коллежским регистратором в московском архиве Министерства иностранных дел. С 1826 года — камер-юнкер. В 1837 году произведён в коллежские асессоры, в 1839 году в надворные советники.
В 1839—1846 годах — калужский вице-губернатор. В 1841 году произведён в коллежские советники. С августа 1843 до 13 июня 1845 года исполнял бывшую в это время вакантной должность губернатора.

В устраиваемых им [А. Н. Хитрово] балах участвовали чуть ли не все представители городского общества, а не только верхний избранный слой элиты, каким окружили себя аристократы Н. М. Смирнов и его жена, редкая по красоте и острому уму, почитаемая А. С. Пушкиным и Н. В. Гоголем, бывшая придворная фрейлина Александра Осиповна Россет-Смирнова. По каким-то причинам калужане — и купцы, и мещане — симпатизировали именно Хитрово, а не губернатору Н. М. Смирнову. Все дело здесь в том, что вице-губернатор был свой, из рода калужских дворян, с ним было проще решать любые вопросы и купцам, и чиновникам, со многими дворянами он состоял здесь в родстве и вел себя дружески.— И. С. Аксаков, из писем к отцу; цит. по: 
В 1846—1849 годах — смоленский вице-губернатор. Вице-директор департамента гражданской отчетности Министерства финансов в 1840—1851 годах. Последняя должность — член Общего присутствия со стороны Государственного контроля при Управлении иррегулярных войск. Уволен в отставку в 1861 году.
По отзыву родственницы, Хитрово был очень интересным человеком, с прекрасными глазами и чудесным сердцем, он был умен, культурно образован и изыскан. Скончался 14 декабря 1872 года и был похоронен рядом с женой на кладбище усадьбы Никольское-Урюпино возле Никольского храма.

## Семья
Жена (с 8 июля 1829 года) — Елизавета Николаевна Вяземская (1807—1867), дочь сенатора князя Николая Григорьевича Вяземского (1769—1843) от брака с Екатериной Васильевной Васильчиковой (1773—1816). После смерти матери воспитывалась в доме тётки княгини М. В. Кочубей. Её брак с Хитрово был совершен по любви. Венчание состоялось в Петербурге в Каменноостровской церкви. По словам современницы, Лиза Хитрово была болезненна, невзрачна лицом и добродушна. В её характере было много простодушия, безыскусственности и восхитительной силы. Она всем сердцем любила своего мужа, он же постоянно докучал ей своими капризами и скверным настроением. В браке родились:
- Николай (30.8.1830[5]—1870, Марино) — окончил Александровский лицей; в 1851 г. — титулярный советник в МВД; с 1854 г. — чиновник особых поручений при генерал-губернаторе Восточной Сибири Н. Н. Муравьёве, при переезде в Охотск взят в плен англичанами и высажен в Сан-Франциско, в Россию вернулся через Америку; правитель канцелярии губернатора Приморской области П. В. Казакевича; с 1866 г. — почтмейстер Калужской губернии; его дети: Елизавета и Сергей (1861—1931).
- Михаил (1837—1896) — российский дипломат, посланник в Португалии и Японии, поэт, переводчик; женат с 1868 г. на Софье Петровне Бахметевой (29.02.1848 — 22.9.1910), приёмной дочери графа Алексея Константиновича Толстого.